# Sonny Corleone
Santino Corleone, dit Sonny, est un personnage de fiction de la série de romans Le Parrain interprété par James Caan dans le film homonyme. Né en 1916, il est le fils aîné de Vito Corleone et à ce titre est préparé à prendre sa succession à la tête des affaires de la famille Corleone.

## Biographie issue à la fois du film et du roman

### Jeunesse
Sonny est l’aîné, le plus impulsif et violent des fils de Vito Corleone et avant l'ascension de Michael, le plus impliqué dans la famille Corleone. Il est censé être le successeur à la direction des affaires de la famille après la mort de son père. Sonny a aussi une humanité qui s'est notamment manifestée à l'âge de 11 ans, lorsqu'il rencontre un sans abri de 11 ans, Tom Hagen. Ce dernier est recueilli par sa famille. Il est aussi protecteur avec ses proches, spécialement avec sa sœur Connie dans la plus pure tradition sicilienne envers les sœurs. Il a notamment battu quasiment à mort le mari de cette dernière, Carlo, pour des faits de violence conjugale.

### Initiation aux affaires de la famille
Adolescent, Sonny est témoin des meurtres de Fanucci et Henry Hagen par son père et devient par la suite un excellent braqueur avec son ami Bobby Corcorran et son gang. Il entame une relation amoureuse avec la sœur aînée de Bobby, Eileen.
Sonny est connu pour être un garçon violent et colérique, un séducteur et un mari infidèle (on le voit d'ailleurs dans la scène du mariage ayant un rapport avec Lucy Mancini, alors que son père le cherche), mais ayant certaines valeurs (il est incapable de faire du mal à une femme ou un enfant).
Lors de la réunion avec Sollozo, Sonny se montre pour l'association avec ce dernier dans le trafic de drogue, malgré le désaccord de son père, ce qui lui vaudra une remontrance du Don, qui lui dit de ne jamais prendre parti contre la famille avec des étrangers.
Sollozo trouve dans le désaccord de Sonny une faille dans la famille et tente d'assassiner Vito afin de faire le business avec Sonny.
Après la tentative d'assassinat de son père, il devient le chef de la famille Corleone, le temps que son père se rétablisse, mais il est trop impulsif et violent, et déclenche une guerre contre les autres familles. Il fait assassiner Bruno Tattaglia, le fils de Philip Tattaglia, et s'attire la colère des autres familles mafieuses de New York. 
Un jour, il se rend chez sa sœur Connie et la trouve pleine de bleus après avoir été battue par son mari. Il va voir Carlo et le massacre, en rajoutant « Si tu touches encore une fois à ma sœur, je te tue. »
Carlo lui gardera rancune et s'alliera avec Barzini et Tattaglia pour lui tendre un guet-apens.
Son beau-frère bat Connie et cette dernière appellera Sonny qui, fou de rage, foncera tout droit chez elle sans protection. Une embuscade l'attend au péage de l'autoroute, son corps est mitraillé par plusieurs tireurs et criblé de balles, au point que son père se rendra chez Bonasera afin qu'il maquille son corps : « Il ne faut pas que sa mère le voie comme ça. »
À la suite de son assassinat, son frère Michael lui succédera à la tête de la famille.
Sonny a un fils illégitime avec Lucy, Vincent, qui est né après sa mort et qui deviendra parrain de la famille dans Le Parrain 3. Dans le roman, Lucy n'aura pas d'enfant avec Sonny.